# Liste von Burgen, Schlössern und Festungen im Département Var
Die Liste von Burgen, Schlössern und Festungen im Département Var listet bestehende und abgegangene Anlagen im Département Var auf. Das Département zählt zur Region Provence-Alpes-Côte d’Azur in Frankreich.

Wappen des Départements Var (83)
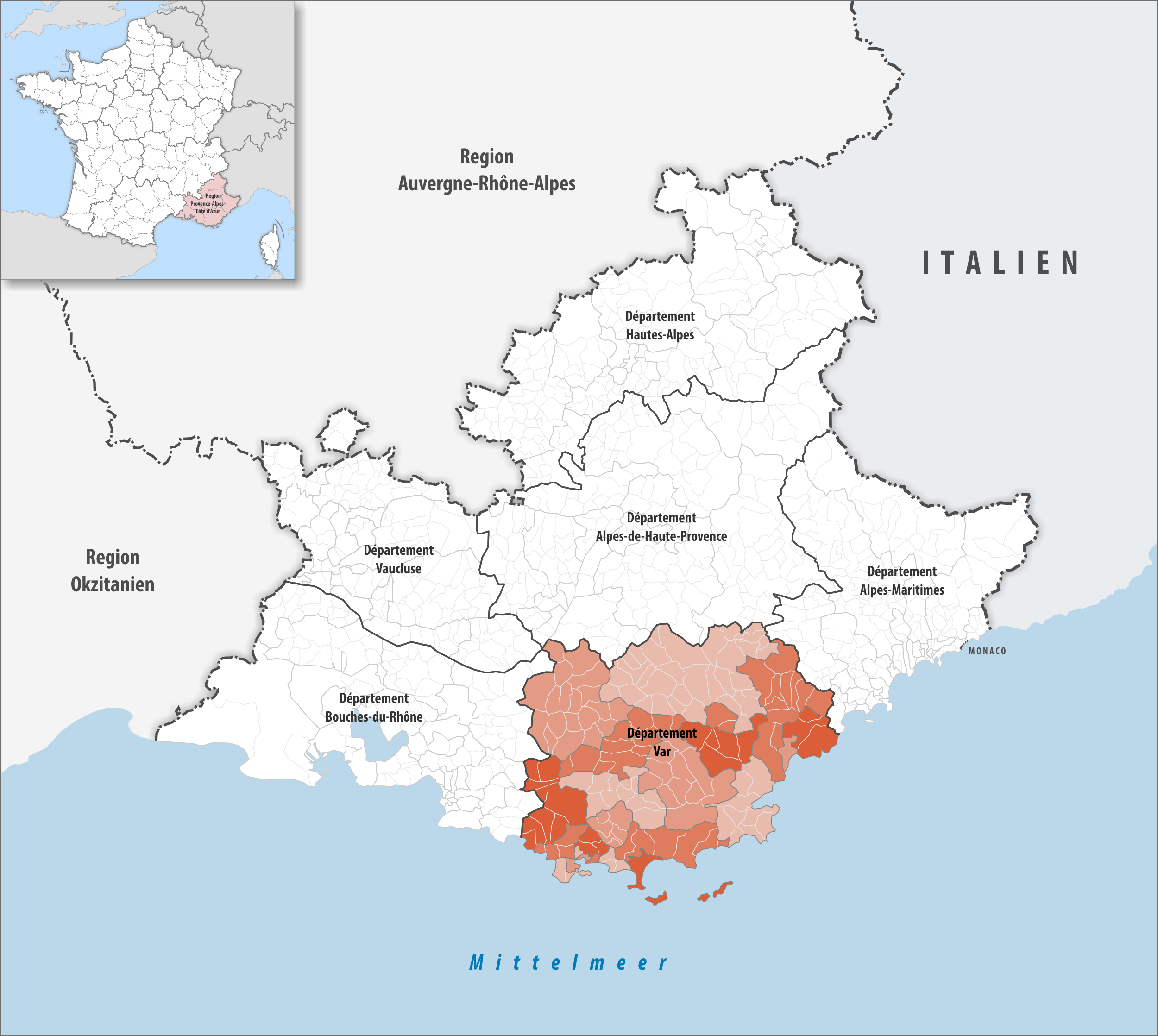
Lage des Départements Var in der Region Provence-Alpes-Côte d’Azur
Lage der Region Provence-Alpes-Côte d’Azur in Frankreich

## Liste
Bestand am 11. November 2022: 139
| Name deu / fra                                                         | Gemeinde / Lage                            | Typ (Untertyp)          | Bemerkungen                                            | Bild |
| ---------------------------------------------------------------------- | ------------------------------------------ | ----------------------- | ------------------------------------------------------ | ---- |
| Schloss Aiguines Château d'Aiguines                                    | Aiguines 43,773545° N, 6,241161° O         | Schloss                 |                                                        |      |
| Schloss Les Anglades Château des Anglades                              | Hyères 43,130262° N, 6,177731° O           | Schloss                 |                                                        |      |
| Burgstadt Arquinaut Bourg castral d'Arquinaut                          | Tourtour                                   | Burg                    |                                                        |      |
| Burgstadt Artigues Bourg castral d'Artigues                            | Artigues                                   | Burg                    |                                                        |      |
| Schloss Artigues Château d'Artigues                                    | Artigues 43,593415° N, 5,810605° O         | Schloss                 |                                                        |      |
| Schloss Astros Château d'Astros                                        | Vidauban 43,433055° N, 6,415882° O         | Schloss                 |                                                        |      |
| Schloss L’Aumérade Château de l'Aumérade                               | Pierrefeu-du-Var 43,257188° N, 6,144898° O | Schloss                 |                                                        |      |
| Schloss Aurélien Château Aurélien                                      | Fréjus 43,444731° N, 6,742496° O           | Schloss (Villa)         |                                                        |      |
| Fort Balaguier Fort de Balaguier                                       | La Seyne-sur-Mer                           | Festung (Fort)          |                                                        |      |
| Schloss Barbeyrolles Château Barbeyrolles                              | Gassin                                     | Schloss                 |                                                        |      |
| Burg Bargème Château de Bargème                                        | Bargème                                    | Burg                    | Ruine                                                  |      |
| Fort Le Bau Pointu Fort du Bau Pointu                                  | Toulon                                     | Festung (Fort)          |                                                        |      |
| Schloss La Baume Château de la Baume                                   | Tourtour                                   | Schloss                 |                                                        |      |
| Fort La Bayarde Fort de la Bayarde                                     | Carqueiranne                               | Festung (Fort)          |                                                        |      |
| Turm Beaumont Tour Beaumont                                            | Toulon                                     | Burg (Turm)             |                                                        |      |
| Schloss Les Beckam Château des Beckam                                  | Bargemon                                   | Schloss                 |                                                        |      |
| Schloss Berne Château de Berne                                         | Lorgues                                    | Schloss                 |                                                        |      |
| Schloss Bertaud Château Bertaud                                        | Gassin                                     | Schloss                 |                                                        |      |
| Schloss Borelli Château Borelli                                        | Saint-Tropez                               | Schloss                 |                                                        |      |
| Schloss Le Bouillidou Château du Bouillidou                            | Le Cannet-des-Maures                       | Schloss                 |                                                        |      |
| Schloss Brégançon Château de Brégançon                                 | Bormes-les-Mimosas                         | Schloss                 |                                                        |      |
| Fort Brégançon Fort de Brégançon                                       | Bormes-les-Mimosas                         | Festung (Fort)          |                                                        |      |
| Grafenschloss Brignoles Palais des comtes de Provence                  | Brignoles                                  | Schloss (Palais)        | Heute das Musée du pays brignolais                     |      |
| Burg Callian Château médiéval de Callian                               | Callian                                    | Burg                    |                                                        |      |
| Herrenhaus Le Canadel Manoir du Canadel (Domaine du Canadel)           | Brignoles 43,423435° N, 6,099247° O        | Schloss (Herrenhaus)    | Im Besitz von George und Amal Clooney                  |      |
| Batterie Le Cap Blanc Bénat Batterie basse du Cap Blanc Bénat          | Bormes-les-Mimosas                         | Festung (Batterie)      |                                                        |      |
| Batterie Le Cap Léoube Batterie du Cap Léoube                          | Bormes-les-Mimosas                         | Festung (Batterie)      |                                                        |      |
| Batterie Le Cap Nègre Batterie du Cap Nègre                            | Six-Fours-les-Plages                       | Festung (Batterie)      |                                                        |      |
| Turm La Capitainerie Tour de la Capitainerie                           | Saint-Tropez                               | Burg (Turm)             |                                                        |      |
| Schloss Carcès Château de Carcès                                       | Carcès                                     | Schloss                 |                                                        |      |
| Schloss Castel-Ombre Château Castel-Ombre                              | Ollioules                                  | Schloss                 |                                                        |      |
| Schloss Le Castellet Château du Castellet                              | Le Castellet                               | Schloss                 | Heute das Rathaus (Mairie)                             |      |
| Schloss Chanteraine Château de Chanteraine                             | Aiguines                                   | Schloss                 |                                                        |      |
| Turm Le Château Tour du Château                                        | La Garde                                   | Burg (Turm)             |                                                        |      |
| Bischofsschloss Châteauvert Château des évêques de Marseille           | Châteauvert                                | Schloss                 | Ruine                                                  |      |
| Schloss Chausse Château de Chausse                                     | La Croix-Valmer                            | Schloss                 |                                                        |      |
| Schloss Le Clos Meunier Château du Clos Meunier                        | Le Pradet                                  | Schloss                 | Heute das Rathaus (Mairie)                             |      |
| Uhrenturm Cogolin Tour de l'Horloge                                    | Cogolin                                    | Burg (Turm)             |                                                        |      |
| Schloss Colbert Château de Colbert                                     | Le Cannet-des-Maures                       | Schloss                 |                                                        |      |
| Fort La Colle Noire Fort de la Colle Noire                             | Le Pradet                                  | Festung (Fort)          |                                                        |      |
| Schloss La Colle Noire Château de La Colle Noire                       | Montauroux                                 | Schloss                 | dit Château Dior                                       |      |
| Oppidum La Courtine Oppidum de la Courtine                             | Ollioules                                  | Burg                    |                                                        |      |
| Fort La Croix Faron Fort de la Croix Faron                             | Toulon                                     | Festung (Fort)          |                                                        |      |
| Schloss Les Demoiselles Château des Demoiselles                        | La Motte                                   | Schloss                 |                                                        |      |
| Schloss Entrecasteaux Château d'Entrecasteaux                          | Entrecasteaux                              | Schloss                 |                                                        |      |
| Schloss L’Eouvière Château de l'Eouvière                               | Montmeyan                                  | Schloss                 |                                                        |      |
| Schloss Esclans Château d'Esclans                                      | La Motte                                   | Schloss                 |                                                        |      |
| Burg Évenos Château d'Évenos                                           | Évenos                                     | Burg                    | Ruine                                                  |      |
| Fort Faron                                                             | Toulon                                     | Festung (Fort)          |                                                        |      |
| Turm Fondue Tour Fondue                                                | Hyères                                     | Burg (Turm)             |                                                        |      |
| Schloss Forbin Château Forbin                                          | Solliès-Pont                               | Schloss                 |                                                        |      |
| Burg Forcalqueiret Castelas de Forcalqueiret                           | Forcalqueiret                              | Burg (Castelas)         |                                                        |      |
| Burg Fos Cannet Vieux Château de Fos                                   | Le Cannet-des-Maures                       | Burg                    | Ruine                                                  |      |
| Befestigungen von Fréjus Rempart de Fréjus                             | Fréjus                                     | Burg (Befestigungen)    |                                                        |      |
| Bischofspalast Fréjus Cité épiscopale de Fréjus                        | Fréjus                                     | Schloss (Palais)        |                                                        |      |
| Schloss Gallieni Château Gallieni                                      | Fréjus                                     | Schloss                 |                                                        |      |
| Schloss Le Galoupet Château du Galoupet                                | La Londe-les-Maures                        | Schloss                 |                                                        |      |
| Schloss Les Garcinières Château des Garcinières                        | Cogolin                                    | Schloss                 |                                                        |      |
| Fort La Gavaresse Fortin de la Gavaresse                               | Le Pradet                                  | Festung (Fort)          |                                                        |      |
| Fort Gibron                                                            | Correns                                    | Festung (Fort)          |                                                        |      |
| Schloss Giens Château de Giens                                         | Hyères                                     | Schloss                 |                                                        |      |
| Fort Le Grand Saint Antoine Fort du Grand Saint Antoine                | Toulon                                     | Festung (Fort)          |                                                        |      |
| Burg Grimaud Château de Grimaud                                        | Grimaud                                    | Burg                    | Ruine                                                  |      |
| Turm Grimaud Tour de Grimaud (ou Grimaldi)                             | Tourtour                                   | Burg (Turm)             |                                                        |      |
| Turm L’Hubac Tour de l'Hubac                                           | Toulon                                     | Burg (Turm)             |                                                        |      |
| Schloss Hyères Château d'Hyères (Château Saint Bernard)                | Hyères                                     | Schloss                 |                                                        |      |
| Turm L’Île d’Or Tour de l'Île d'Or                                     | Saint-Raphaël                              | Burg (Turm)             |                                                        |      |
| Turm Jarlier Tour Jarlier                                              | Saint-Tropez                               | Burg (Turm)             |                                                        |      |
| Schloss Julhans Château de Julhans                                     | Roquefort-la-Bédoule                       | Schloss                 |                                                        |      |
| Schloss Laval Château de Laval (Vieux château)                         | Tourtour                                   | Schloss                 |                                                        |      |
| Schloss Léoube Château de Léoube                                       | Bormes-les-Mimosas                         | Schloss                 |                                                        |      |
| Fort Le Lt Girardon Fort du Lt Girardon                                | Toulon                                     | Festung (Fort)          |                                                        |      |
| Schloss Marguerite Château Marguerite                                  | Ollioules                                  | Schloss                 |                                                        |      |
| Schloss Les Marres Château des Marres                                  | Ramatuelle                                 | Schloss                 |                                                        |      |
| Schloss La Martinette Château La Martinette                            | Lorgues                                    | Schloss                 |                                                        |      |
| Schloss Mauvanne Château de Mauvanne                                   | Hyères                                     | Schloss                 |                                                        |      |
| Fort Mauvanne Fort de Mauvanne                                         | La Londe-les-Maures                        | Festung (Fort)          |                                                        |      |
| Burg Mazaugues Château de Mazaugues                                    | Mazaugues                                  | Burg                    | Ruine                                                  |      |
| Schloss Mentone Château Mentone                                        | Saint-Antonin-du-Var                       | Schloss                 |                                                        |      |
| Schloss La Messardière Château de la Messardière                       | Saint-Tropez                               | Schloss                 | Hotel                                                  |      |
| Schloss Minuty Château Minuty                                          | Gassin                                     | Schloss (Weingut)       |                                                        |      |
| Schloss Moissac-Bellevue Château de Moissac-Bellevue                   | Moissac-Bellevue                           | Schloss                 |                                                        |      |
| Befestigungen Mont Caume Fortifications du Mont Caume                  | Toulon                                     | Burg (Befestigung)      |                                                        |      |
| Schloss Montagne Château Montagne                                      | Pierrefeu-du-Var                           | Schloss                 |                                                        |      |
| Schloss Montauban Château de Montauban                                 | Ollioules                                  | Schloss                 |                                                        |      |
| Schloss Montfort-sur-Argens Château de Montfort-sur-Argens             | Montfort-sur-Argens                        | Schloss                 |                                                        |      |
| Burg La Motte des Baumes Castrum de la Motte des Baumes                | La Roquebrussanne                          | Burg (Castrum)          |                                                        |      |
| Schloss La Moutte Château de la Moutte                                 | Saint-Tropez                               | Schloss                 | Eigentum der Gesellschaft zum Schutz von Küste und See |      |
| Schloss Nans Château de Nans                                           | Nans-les-Pins                              | Schloss                 |                                                        |      |
| Schloss Ollioules (1) Château féodal d'Ollioules                       | Ollioules                                  | Schloss                 |                                                        |      |
| Schloss Ollioules (2) Château d'Ollioules (second)                     | Ollioules                                  | Schloss                 |                                                        |      |
| Batterie Peyras Batterie de Peyras                                     | La Seyne-sur-Mer                           | Festung (Batterie)      |                                                        |      |
| Fort Pipaudon                                                          | Évenos                                     | Festung (Fort)          |                                                        |      |
| Schloss Pontevès Château de Pontevès                                   | Pontevès                                   | Schloss                 |                                                        |      |
| Turm Le Portale Tour du Portale                                        | Saint-Tropez                               | Burg (Turm)             |                                                        |      |
| Schloss Raphélis Château de Raphélis                                   | Tourtour                                   | Schloss                 | Heute das Rathaus (Mairie)                             |      |
| Schloss Le Reclos Château du Reclos                                    | Bargemon                                   | Schloss                 |                                                        |      |
| Fortin du Restefond                                                    | Jausiers                                   | Festung (Fort)in        |                                                        |      |
| Schloss Robernier Château de Robernier                                 | Montfort-sur-Argens                        | Schloss                 |                                                        |      |
| Schloss Les Rogiers Château des Rogiers                                | Le Cannet-des-Maures                       | Schloss                 |                                                        |      |
| Schloss La Roquebrussanne Château de La Roquebrussanne                 | La Roquebrussanne                          | Schloss                 |                                                        |      |
| Befestigtes Dorf Roquefort Village fortifié de Roquefort               | Roquefort-la-Bédoule                       | Burg (Befestigung)      |                                                        |      |
| Schloss Roubine Château Roubine                                        | Lorgues                                    | Schloss                 |                                                        |      |
| Schloss Saint-Amé Château de Saint-Amé                                 | Ramatuelle                                 | Schloss                 |                                                        |      |
| Zitadelle Saint-Antoine Citadelle Saint-Antoine                        | Fréjus                                     | Festung (Zitadelle)     |                                                        |      |
| Burg Saint-Jean Castrum Saint-Jean                                     | Rougiers                                   | Burg (Castrum)          |                                                        |      |
| Schloss Saint-Martin-de-Pallières Château de Saint-Martin-de-Pallières | Saint-Martin-de-Pallières                  | Schloss                 |                                                        |      |
| Schloss Saint-Maur Château Saint-Maur                                  | Cogolin                                    | Schloss                 |                                                        |      |
| Burg Saint-Pierre Château Saint-Pierre                                 | Les Arcs                                   | Burg                    |                                                        |      |
| Schloss Saint-Sauveur Château de Saint-Sauveur                         | Rocbaron                                   | Schloss                 |                                                        |      |
| Schloss Saint-Tropez Château Saint-Tropez                              | Saint-Tropez                               | Schloss                 |                                                        |      |
| Citadelle de Saint-Tropez                                              | Saint-Tropez                               | Citadelle               |                                                        |      |
| Schloss Sainte-Anne Château Sainte-Anne                                | Évenos                                     | Schloss                 |                                                        |      |
| Schloss Sainte-Roseline Château Sainte-Roseline                        | Les Arcs                                   | Schloss (Weingut)       |                                                        |      |
| Burg Sainte-Suzane Château Sainte-Suzane                               | Vins-sur-Caramy                            | Burg                    | Ruine                                                  |      |
| Turm San Rafeu Tour San Rafeu                                          | Saint-Raphaël                              | Burg (Turm)             |                                                        |      |
| Schloss Les Seigneurs de Fos Château des Seigneurs de Fos              | Bormes-les-Mimosas                         | Schloss                 |                                                        |      |
| Fort Six-Fours Fort de Six-Fours                                       | Six-Fours-les-Plages                       | Festung (Fort)          |                                                        |      |
| Turm Suffren Tour Suffren                                              | Saint-Tropez                               | Burg (Turm)             |                                                        |      |
| Schloss Taulane Château de Taulane                                     | La Martre                                  | Schloss                 |                                                        |      |
| Schloss Taurenne Château de Taurenne                                   | Aups                                       | Schloss (Weingut)       |                                                        |      |
| Burgstadt Taurenne Bourg castral de Taurenne                           | Tourtour                                   | Burg                    |                                                        |      |
| Schloss Thoron Château de Thoron                                       | Artignosc-sur-Verdon                       | Schloss                 |                                                        |      |
| Schloss La Tourelle Château de La Tourelle                             | Ollioules                                  | Schloss                 |                                                        |      |
| Schloss Trémouriès Château Trémouriès                                  | Cogolin                                    | Schloss                 |                                                        |      |
| Schloss Trigance Château de Trigance                                   | Trigance                                   | Schloss                 |                                                        |      |
| Burg Valbelle Château de Valbelle                                      | Tourves                                    | Burg                    | Ruine                                                  |      |
| Schloss Valbourgès Château de Valbourgès                               | La Motte                                   | Schloss                 |                                                        |      |
| Schloss Vallon Château Vallon                                          | Ollioules                                  | Schloss                 |                                                        |      |
| Schloss Vaucouleurs Château de Vaucouleurs                             | Puget-sur-Argens                           | Schloss                 |                                                        |      |
| Schloss Vaudois Château Vaudois                                        | Roquebrune-sur-Argens                      | Schloss                 |                                                        |      |
| Schloss La Verdière Château de La Verdière                             | La Verdière                                | Schloss                 |                                                        |      |
| Schloss Vérignon Château de Vérignon                                   | Vérignon                                   | Schloss                 |                                                        |      |
| Turm Vieille Tour Vieille                                              | Saint-Tropez                               | Burg (Turm)             |                                                        |      |
| Schloss Le Vieux-Nans Château du Vieux-Nans                            | Nans-les-Pins                              | Schloss                 |                                                        |      |
| Fort Les Vieux-Pomets Fort des Vieux-Pomets                            | Toulon                                     | Festung (Fort)          |                                                        |      |
| Schloss Vins Château de Vins                                           | Vins-sur-Caramy                            | Schloss                 |                                                        |      |
| Schloss Volterra Château Volterra                                      | Ramatuelle                                 | Schloss                 |                                                        |      |
| Zinnen der Gayole Pennes de la Gayole                                  | La Celle                                   | Burg (Stadtbefestigung) |                                                        |      |